# JLS
JLS는 잉글랜드의 보이 밴드이다. JLS는 Jack the Lad Swing의 머리 글자이다. 2006년부터 2008년까지 UFO (Unique Famous Outrageous)라는 이름으로 활동하였고, 2008년부터 그룹 이름을 JLS로 변경했다. 2008년에 영국의 음악 오디션 프로그램 《X 팩터》에서 준우승을 하였다.

## 디스코그래피
- JLS (2009)
- Outta This World (2010)
- Jukebox (2011)
- Evolution (2012)